# Unchained Spirit
Unchained Spirit è il sesto album in studio del cantante giamaicano Buju Banton, pubblicato nel 2000.

## Tracce
1. Intro – 0:39
2. 23rd Psalm (feat. Gramps of Morgan Heritage) – 5:44
3. Voice of Jah (feat. LMS) – 5:01
4. Sudan – 4:41
5. We'll Be Alright (feat. Luciano) – 4:24
6. Pull It Up (feat. Beres Hammond) – 4:09
7. Life Is a Journey – 4:07
8. Better Must Come – 4:12
9. Mighty Dread – 5:01
10. Poor Old Man (feat. Stephen Marley) – 4:26
11. Law and Order – 3:51
12. Guns and Bombs – 3:20
13. Woman Dem Phat – 3:16
14. No More Misty Days (feat. Rancid) – 4:01
15. Pull It Up (feat. Beres Hammond) (live) – 2:56
16. Reunion (feat. Wayne Wonder) – 4:06